# Friedrich-Ebert-Krankenhaus Neumünster
Das Friedrich-Ebert-Krankenhaus (kurz FEK) ist ein Krankenhaus in Neumünster und gehört zum 6K-Verbund der schleswig-holsteinischen Krankenhäuser. Es wurde im Jahr 1930 gegründet. Alleiniger Gesellschafter ist die Stadt Neumünster. Das Friedrich-Ebert-Krankenhaus ist ein akademisches Lehrkrankenhaus für die medizinischen Fakultäten der Christian-Albrechts-Universität zu Kiel und der Universität Hamburg und das größte Lehrkrankenhaus Schleswig-Holsteins. Das FEK verfügt über insgesamt 730 Planbetten/Plätze (inkl. Psy. Tagesklinik).

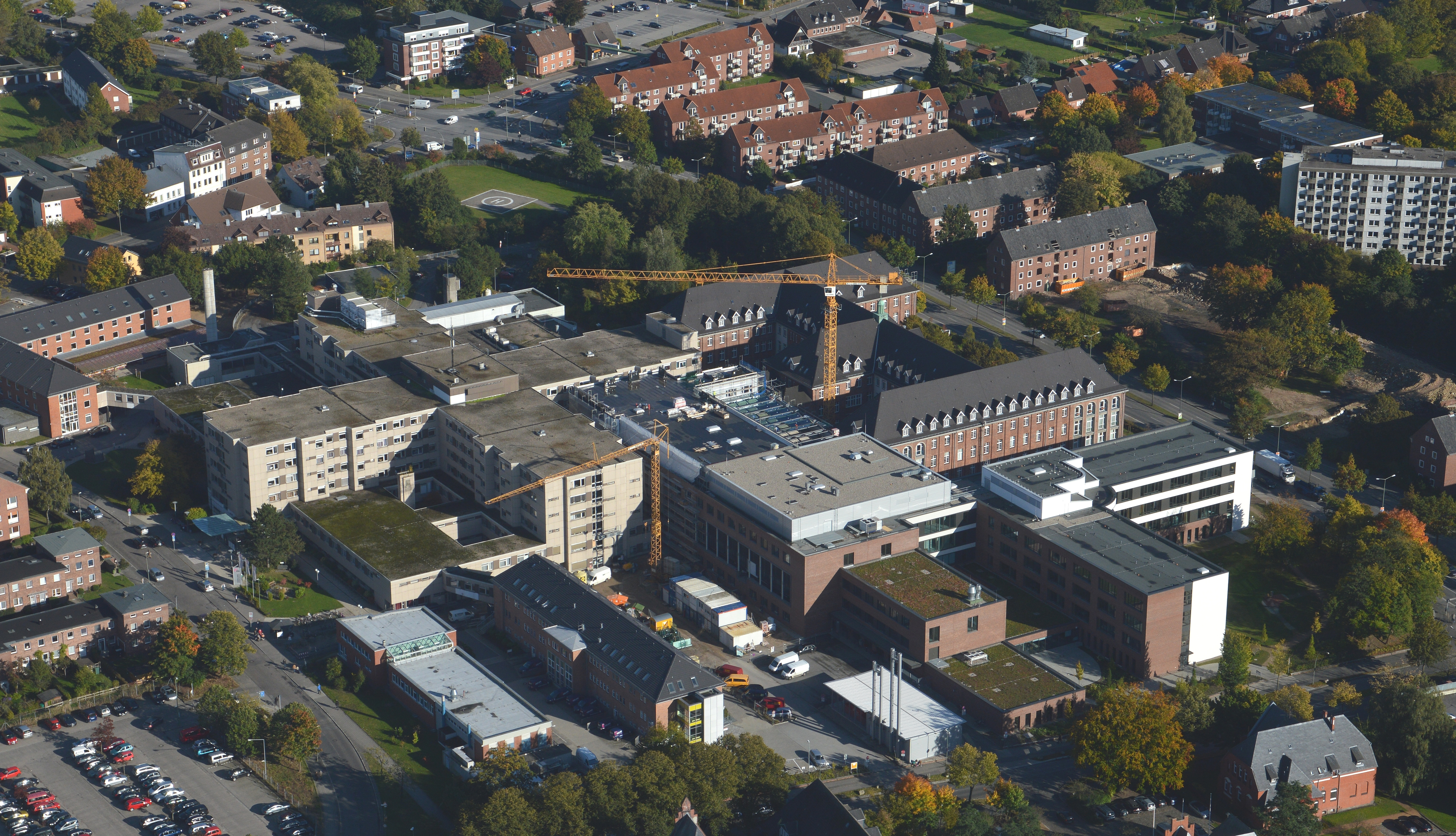
Luftbildaufnahme FEK

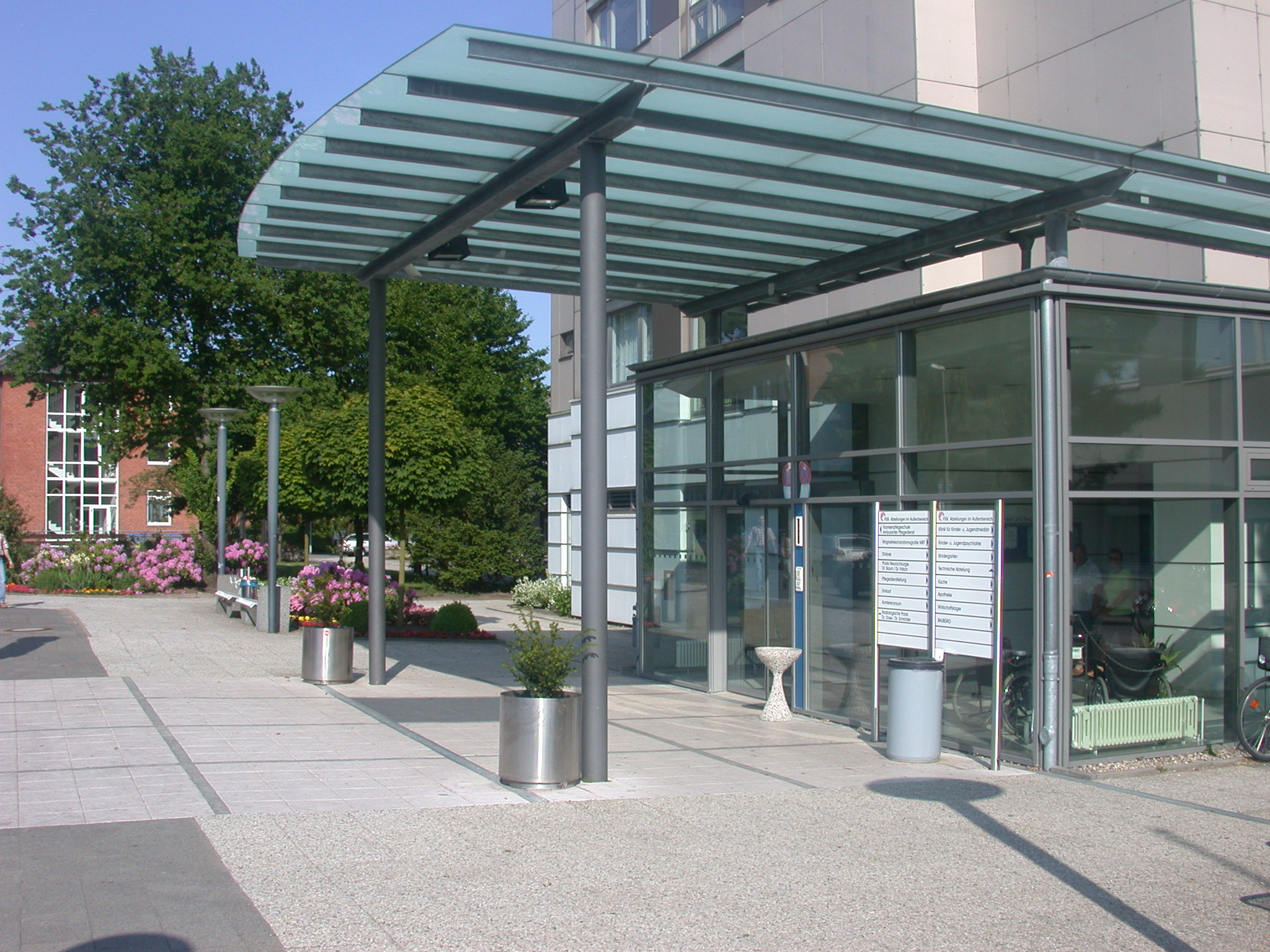
Haupteingang FEK

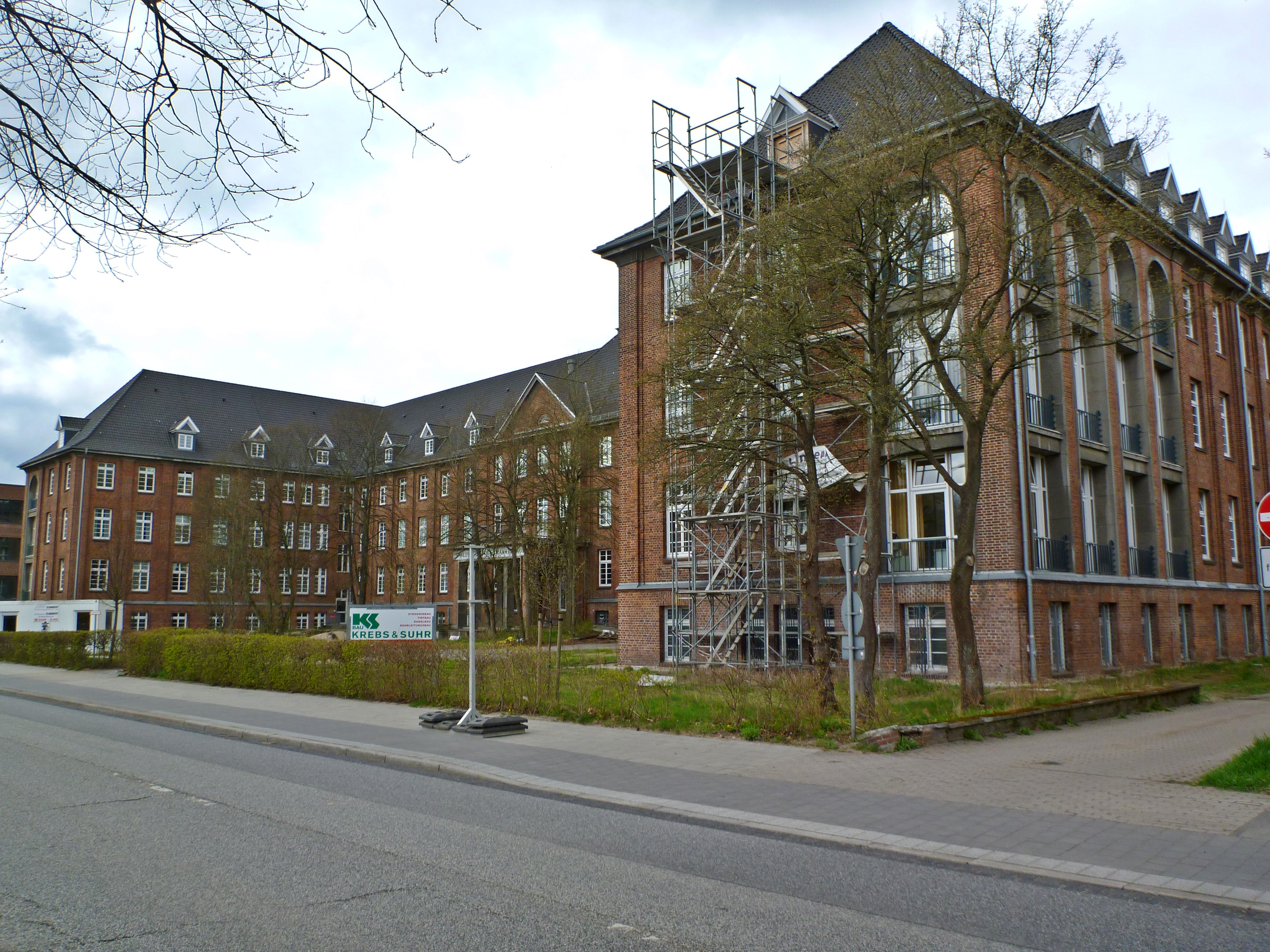
Altbau vom Holsatenring

## Organisation
Im FEK werden jährlich mehr als 26.000 Patienten voll- und teilstationär behandelt, hinzu kommen knapp 60.000 Patienten, die ambulant versorgt werden. Es versorgt mit ca. 2.400 Mitarbeitern ein Einzugsgebiet von etwa 150.000 Einwohnern und ist einer der größten Arbeitgeber Neumünsters. Mit rund 224 Ausbildungsplätzen ist es auch der größte Ausbildungsbetrieb der Stadt.

## Geschichte
Am 8. Oktober 1889 wurde das städtische Krankenhaus Neumünster am Meßtorffweg mit 40 Betten eröffnet. Die Kosten beliefen sich auf 83.831 Mark. Bis zum Jahr 1900 konnten sämtliche Ärzte der Stadt ihre Kranken ins städtische Krankenhaus verlegen und dort selbst behandeln. Ab November 1900 wurden zwei Krankenhausärzte angestellt.
Im Jahr 1910 wurde ein Flügel angebaut, durch den die Anzahl der Betten auf 96 erweitert wurde. Zur zusätzlichen Unterbringung von Kranken wurde 1912 eine Baracke erstellt, sowie eine Liegehalle, um genesende Patienten den Aufenthalt an frischer Luft zu ermöglichen. Der erste Krankenwagen zum Transport der Kranken und Verunglückten wurde in den Dienst gestellt. 1924 war die Anschaffung von einem zweiten Krankenwagen erforderlich. Für Schwestern und Ärzte wurde ein Wohnhaus in der Klosterstraße errichtet.
Am 10. Februar 1925 wurde mit dem Bau des Friedrich-Ebert-Krankenhauses begonnen. Der Magistrat wurde einstimmig ermächtigt „die Ausführungen des Krankenhausprojektes in Auftrag zu geben“. Am 1. Februar 1930 wurde das Haus mit 236 Betten eingeweiht. Es erhielt seinen Namen nach Friedrich Ebert, dem ersten Reichspräsidenten Deutschlands. Die Kosten für den Bau beliefen sich damals auf 3 Millionen Reichsmark.
Am 18. Dezember 1962 beschloss die Ratsversammlung den Neubau. Am 3. August 1967 erhielt die Stadt die Genehmigung durch die Landesregierung, den Krankenhausneubau mit einer Kapazität von 545 Betten durchzuführen. Am 14. September 1968 erfolgte die Grundsteinlegung für den Krankenhausneubau. Die Ratsversammlung beschloss im Februar 1969 die zusätzliche Errichtung einer psychiatrisch-neurologischen Klinik als sechstes Geschoss.
Im Oktober 1973 legte das Sozialministerium des Landes Schleswig-Holstein fest, dass im zukünftigen Friedrich-Ebert Krankenhaus 693 Behandlungsbetten und 23 Funktionsbetten aufgestellt werden könnten. Der Altbau sollte mit 166 Betten weiter genutzt werden. Das Krankenhaus sollte die Funktion eines Schwerpunktkrankenhauses nach der Krankenhausplanung des Landes erfüllen. Im Neubau wurde im Jahr 1974 zuerst die Wäscherei und die Apotheke in Betrieb genommen. Im März 1975 legte die Stadt der Landesregierung einen Nachtragskostenanschlag in Höhe von 84,9 Millionen DM vor, zuzüglich 7,5 Mio. DM für Planungs- und Ausführungsmängel. Die Landesregierung erkannte 71,01 Millionen DM als förderungsfähige Kosten für den Krankenhausneubau an. Das Zentrallabor und die Radiologie zogen im Februar 1977 in den Neubau, von Juli 1977 bis zum 8. Oktober 1977 die Kliniken. Das Friedrich-Ebert-Krankenhaus wurde am 1. Oktober 1977 als akademisches Lehrkrankenhaus in die Ausbildung der jungen Ärzte einbezogen.
Am 1. Januar 1994 erfolgte die Umwandlung des Regiebetriebes in eine GmbH, 1995 wurde die Sanierung des Altbaus aus dem Jahre 1930 abgeschlossen. Die Einweihung der neuen Eingangshalle fand 1998 statt, zeitgleich erfolgte der Neubau einer operativen Intensiveinheit mit 14 Betten. Eine weitere Sanierung fand im Jahr 2000 statt, dabei wurde auch die Kinderklinik renoviert. Zwischen 2002 und 2004 entschied man sich gegen eine kostenintensive Sanierung des Hauptgebäudes und für die Planung eines Ersatzneubaus. Die Fertigstellung des Um- und Erweiterungsbaus der Tagesklinik für Kinder- und Jugendpsychiatrie erfolgte Ende 2005.

## Aktuelles
Seit dem Start des Sommersemesters 2023 ist das FEK in Kooperation mit der Fachhochschule Kiel Hochschulstandort. Gestartet wird mit dem dualen Studiengang Pflege, später soll der Studiengang Physiotherapie folgen und ein Fachbereich Gesundheit gegründet werden.
Zunächst sollen die bestehenden Räumlichkeiten der Schule für Pflegeberufe genutzt werden. Perspektivisch sind eine Aufstockung des Gebäudes sowie ein Neubau auf einem angrenzenden Grundstück angedacht.
Derzeit finden am Friedrich-Ebert-Krankenhaus umfangreiche Baumaßnahmen statt. Im ersten Bauabschnitt wurden von 2008 bis 2015 ein viergeschossiges 180-Betten-Haus sowie die erste Hälfte des Funktionsgebäudes zur Aufnahme von Untersuchungs- und Behandlungseinheiten mit einer Gesamtfläche von 28.000 Quadratmetern errichtet.
Seit 2015 bis voraussichtlich 2028 ist der zweite Bauabschnitt in Arbeit. Dabei entsteht ein weiteres Bettenhaus sowie die zweite Hälfte des Funktionsgebäudes. Insgesamt werden auf 25.400 Quadratmetern Untersuchungs- und Behandlungsbereiche sowie 300 Betten untergebracht sein. Der ehemalige "Neubau" aus den 1970er Jahren wird im Zuge der Baumaßnahmen abgerissen.
Weiterhin ist geplant einen Neubau für die Kinderklinik zu errichten.

## Kliniken und Abteilungen
| Klinik                                                                            | Chefarzt                   | Zeitraum                 |
| --------------------------------------------------------------------------------- | -------------------------- | ------------------------ |
| Klinik für Kardiologie, Rhythmologie, Pneumologie und Allgemeine Innere Medizin   | Andreas Schuchert          | Chefarzt seit 2006       |
| Klinik für Hämatologie, Onkologie, Nephrologie                                    | Stefan Mahlmann            | Chefarzt seit 2018       |
| Klinik für Gastroenterologie                                                      | Andrea Pace                | Chefarzt seit 2012       |
| Klinik für Frührehabilitation und Geriatrie                                       | Stephan Kaminsky           | Chefarzt seit 2018       |
| Klinik für Neurologie                                                             | Julian Bösel               | Chefarzt seit 2024       |
| Klinik für Kinder- und Jugendpsychiatrie und Psychotherapie                       | Christiane Petersen        | Chefärztin seit 2019     |
| Klinik für Frauenheilkunde und Geburtshilfe                                       | Ivo Markus Heer            | Chefarzt seit 2010       |
| Klinik für Kinder- und Jugendmedizin                                              | Maria Thuresson            | Chefärztin seit 2022     |
| Klinik für Chirurgie                                                              | Nicolas T. Schwarz         | Chefarzt seit 2005       |
| Klinik für Gefäßchirurgie                                                         | Alexander Selch            | Leitender Arzt seit 2007 |
| Klinik für Thoraxchirurgie                                                        | Ingo Lukas Schmalbach      | Chefarzt seit 2021       |
| Klinik für Unfall- und orthopädische Chirurgie, Sporttraumatologie                | Gerrit Prange              | Chefarzt seit 2021       |
| Klinik für Urologie                                                               | Klaus Esders               | Chefarzt seit 2001       |
| Klinik für Neurochirurgie und Wirbelsäulenchirurgie                               | Till Burkhardt             | Chefarzt seit 2021       |
| Klinik für Anästhesiologie und Palliativmedizin und Intensivmedizinisches Zentrum | Jan Höcker                 | Chefarzt seit 2017       |
| Institut für Diagnostische und Interventionelle Radiologie                        | Thomas Jahnke              | Chefarzt seit 2010       |
| Klinik für Psychiatrie, Psychotherapie und Psychosomatik                          | Sönke von Drathen          | Chefarzt seit 2021       |
| Klinik für Internistische Intensiv- und Notfallmedizin                            | Andreas Glück              | Chefarzt seit 2023       |
| Zentrallabor                                                                      | Frauke Strahlendorf-Elsner | Chefärztin seit 2007     |
| Zentralapotheke                                                                   | Malte Dobin                | Chefapotheker seit 2021  |

### Klinik für Kardiologie, Rhythmologie, Pneumologie und Allgemeine Innere Medizin
| Stationäre Betten       | 115   |
| Stationäre Behandlungen | 7.013 |
| Ambulante Behandlungen  | 3.959 |

Die Medizinische Klinik deckt gemeinsam mit der Klinik für Hämatologie, Onkologie und Nephrologie den gesamten Bereich der Inneren Medizin ab. Für die stationäre Diagnostik und Therapie der Patienten stehen 109 Betten auf 5 Stationen zur Verfügung. Einen weiteren Schwerpunkt bildet die Behandlung von Diabetes mellitus und seiner Folgeerkrankungen.

### Klinik für Hämatologie, Onkologie und Nephrologie
Das Leistungsspektrum der Klinik für Hämatologie, Onkologie und Nephrologie umfasst zum einen die stationäre Diagnostik sowie die stationäre und ambulante Behandlung von Erkrankungen des Blutes und der blutbildenden Organe, bösartiger Neubildungen des Körpers, zum anderen die Diagnostik und Therapie von Nierenerkrankungen.
| Stationäre Betten       | 33    |
| Stationäre Behandlungen | 1.573 |
| Ambulante Behandlungen  | 8.172 |

In der Klinik werden bis zu 33 Patienten stationär durch drei Stationsärzte betreut. Den Pflegekräften obliegt die Versorgung der Patienten. Auf der Station befindet sich die angegliederte Tagesklinik der Hämatologie/Onkologie. Dort werden bis zu 50 Patienten am Tag ambulant betreut.

### Klinik für Gastroenterologie
Die Klinik für Gastroenterologie verfügt über eine Endoskopieabteilung, die in enger Zusammenarbeit mit der Chirurgischen Klinik des Hauses betrieben wird.
| Stationäre Betten       | 40    |
| Stationäre Behandlungen | 2.132 |
| Ambulante Behandlungen  | 890   |

Ein Ernährungsteam betreut die stationären Patienten und führt Schulungen/Beratungen auch von Angehörigen durch.

### Klinik für Frührehabilitation und Geriatrie
| Stationäre Betten           | 82    |
| Stationäre Behandlungen     | 1.702 |
| Tagesklinikplätze           | 15    |
| Teilstationäre Behandlungen | 237   |

### Klinik für Neurologie
Die Klinik für Neurologie behandelt über 2.100 Menschen pro Jahr stationär mit Erkrankungen des zentralen und peripheren Nervensystems sowie zusätzlich 600 ambulante Patienten.
| Stationäre Betten       | 40    |
| Stationäre Behandlungen | 2.135 |
| Ambulante Behandlungen  | 890   |

Zu den Schwerpunkten der Klinik für Neurologie gehört die Versorgung von neurologischen Akutkrankheiten wie Schlaganfall (Stroke Unit mit 6 Monitoring-Betten), Multiple Sklerose, Epilepsie und Stoffwechselerkrankungen des Gehirns, des Rückenmarks, der Nerven und der Muskeln.

### Klinik für Kinder- und Jugendpsychiatrie und Psychotherapie
Die Tagesklinik ist eine teilstationäre Einrichtung für Familien und deren Kinder, die psychische Probleme haben. Die Abteilung für Kinder- und Jugendpsychiatrie am FEK gliedert sich in eine Institutsambulanz und eine Tagesklinik „Sterntaler“.
| Ambulante Behandlungen      | 1.224 |
| Tagesklinikplätze           | 12    |
| Teilstationäre Behandlungen | 72    |

Die Tagesklinik nimmt zurzeit Kinder zwischen 6 und 12 Jahren auf. Es werden sämtliche Störungsbilder mit Ausnahme von Kindern, die akut selbst- und fremdgefährdet sind oder ein Drogenproblem haben, behandelt. Von den Eltern wird die regelmäßige Teilnahme an Elterngesprächen, die Teilnahme an einer 14-täglich stattfindenden Eltern-Kind-Gruppe und auch die Wahrnehmung von Terminen nach Absprache erwartet.
Die Beschulung der Kinder erfolgt in Kleingruppen im eingeschränkten Umfang durch drei sonderpädagogisch geschulte abgeordnete Lehrkräfte. Es wird nach dem Bezugsbetreuersystem, d. h. die Kinder werden einem Betreuer zugeordnet, der sich besonders verantwortlich für das Kind fühlt, gearbeitet.
In die Institutsambulanz kommen Kinder und Jugendliche – im Regelfall bis zum vollendeten 18. Lebensjahr – die psychische Probleme bzw. Erkrankungen haben. Der Schwerpunkt liegt auf emotionalen Störungen (Ängste, Zwänge, Depressionen, Essstörungen, psychosomatische Beschwerden, Aufmerksamkeitsdefizit- und Hyperaktivitätsstörungen, Störungen des Sozialverhaltens, Lern-, Leistungs- und Entwicklungsstörungen einschl. autistischer Störungen, Anpassungs- und Belastungsstörungen und Traumatisierungen).

### Klinik für Frauenheilkunde und Geburtshilfe
Mehr als 3500 Patientinnen kommen jährlich in die Klinik.
| Stationäre Betten       | 26    |
| Stationäre Behandlungen | 2.131 |
| Ambulante Behandlungen  | 2.900 |
| Operationen             | 1.056 |
| Geburten                | 1.000 |

In der Frauenheilkunde wird das gesamte Spektrum gynäkologischer Erkrankungen behandelt. Die Frauenklinik ist zertifiziert in den Bereichen Brustzentrum und Beckenbodenzentrum. Das operative Aufgabengebiet umfasst die Therapie der Brustkrebserkrankungen, die Behandlung von Beckenbodensenkungen und Inkontinenz, die gesamte laparoskopische und hysteroskopische Chirurgie, die große Tumorchirurgie sowie die plastischen Eingriffe der Frauenheilkunde. Alle stationären und ambulanten Eingriffe werden in hochvernetzten OP-Sälen durchgeführt, die 2015 bezogen wurden. Der operativen Station sind eine Tagesklinik sowie Sprechstunden für die senologische, onkologische, urogynäkologische und plastische Gynäkologie angegliedert.
In vier Kreißsälen (Neubau 2015) und einer Sprechstunde für vorgeburtliche Diagnostik stehen werdenden Müttern Angebote für die Geburt ihres Kindes zur Verfügung. Auf der Wöchnerinnenstation werden junge Familien im Rooming-in-System und auch schwangere Frauen betreut.

### Klinik für Kinder- und Jugendmedizin
In dieser Klinik werden Patienten aller Altersgruppen stationär, teilstationär (Tagesklinik) oder ambulant in enger Absprache mit den niedergelassenen Kollegen behandelt.
| Stationäre Betten           | 32    |
| Stationäre Behandlungen     | 2.669 |
| Tagesklinikplätze           | 2     |
| Teilstationäre Behandlungen | 143   |
| Ambulante Behandlungen      | 4.992 |

### Klinik für Chirurgie
Innerhalb der Klinik werden die Schwerpunkte Allgemeine und Viszeralchirurgie, Gefäßchirurgie und Thoraxchirurgie vorgehalten.
Die Klinik besitzt die volle Weiterbildungsermächtigung in allen vier genannten chirurgischen Schwerpunkten.
| Stationäre Betten       | 51    |
| Stationäre Behandlungen | 1.857 |
| Ambulante Behandlungen  | 670   |
| Operationen             | 1.503 |

Chefärzte der Klinik waren unter anderem Heinz Grießmann und Arnulf Thiede.

### Klinik für Gefäßchirurgie
Die gefäßchirurgische Abteilung am Friedrich-Ebert-Krankenhaus deckt das gesamte Spektrum der Gefäßchirurgie sowie der Angiologie ab. Es werden jährlich etwa 1000 Patienten stationär behandelt, knapp 300 Patienten werden ambulant operiert und etwa 2500 Patienten durchlaufen die gefäßchirurgische Sprechstunde. Das Behandlungsspektrum deckt mit Ausnahme offener Eingriffe an der Brustschlagader alle gängigen gefäßchirurgischen Eingriffe ab.
In enger Zusammenarbeit mit der Medizinischen Abteilung und der Radiologie wird die ganze Palette der Gefäßdiagnostik angeboten: Das Haus verfügt über die Möglichkeit zur Duplex- oder Dopplersonographie,
die konventionelle Angiographie, Kohlendioxid-Angiographie, Spiral-CT und MRT sowie MRT-Angiographie.
Behandelt werden außerdem Patienten mit Erkrankungen des Venensystems, jede Form von Varizen und deren Folgezustände sowie venöse Durchblutungsstörungen infolge anderer Ursachen.
| Stationäre Betten       | 40    |
| Stationäre Behandlungen | 1.291 |
| Ambulante Behandlungen  | 3.380 |
| Operationen             | 1.147 |

Die Abteilung für Gefäßchirurgie ist nicht nur in die chirurgischen Kliniken eingebettet, sondern auch Teil einer insgesamt 4 Kliniken umfassenden Kooperation. Es existieren enge Beziehungen zu den benachbarten Universitätskliniken in Kiel, Lübeck und Hamburg.

### Klinik für Thoraxchirurgie
Die Klinik umfasst insgesamt 10 stationäre Betten, zusätzlich ein Bett auf der Intensivstation, bei Bedarf auch mehr. Die Klinik für Thoraxchirurgie und thorakale Endoskopie bietet Diagnostik und Behandlung thoraxchirurgischer Erkrankungen an. Haupteinzugsgebiet ist neben der Stadt Neumünster und den Landkreisen auch der gesamte mittelschleswig-holsteinische Raum bis hin zur Westküste Schleswig-Holsteins.
| Stationäre Betten       | 10  |
| Stationäre Behandlungen | 286 |
| Ambulante Behandlungen  | 70  |
| Operationen             | 148 |

### Klinik für Unfall- und orthopädische Chirurgie, Sporttraumatologie
Das Behandlungsspektrum reicht von der Versorgung polytraumatisierter Patienten, der Behandlung von Schädel- und Wirbelsäulenverletzungen in Kooperation mit der Neurochirurgie, von arthroskopischen Eingriffen über den endoprothetischen Ersatz großer Gelenke (Hüft-, Knie- und Schultergelenk) bis hin zu hand- und fußchirurgischen Eingriffen.
Zirka 2700 stationäre Patienten werden pro Jahr in der Klinik behandelt. Hinzu kommen rund 18.000 ambulante Notfallbehandlungen, etwa 1800 Arbeitsunfälle (D-Arzt-Verfahren) und eine zunehmende Zahl an ambulanten Operationen.
| Stationäre Betten       | 56     |
| Stationäre Behandlungen | 2.736  |
| Ambulante Behandlungen  | 13.994 |
| Operationen             | 2.314  |

### Klinik für Urologie
Die Urologie befasst sich mit Erkrankungen der Nieren, Harnleiter, Blase, Prostata, Harnröhre und des männlichen Genitals.
Die Klinik umfasst 24 Betten, überwiegend Zwei- und Dreibettzimmer. Es werden jährlich ungefähr 1.600 Patienten (ohne kinderurologische und ambulante Patienten) behandelt und ungefähr 1.500 Operationen durchgeführt.
| Stationäre Betten       | 24    |
| Stationäre Behandlungen | 1.671 |
| Ambulante Behandlungen  | 1.229 |
| Operationen             | 1.540 |

### Klinik für Anästhesiologie, Palliativmedizin und Intensivmedizinisches Zentrum
Im FEK sind täglich bis zu neun Operationssäle zu besetzen. Pro Jahr werden mehr als 8.500 Narkosen durchgeführt. Die Nachbehandlung kritisch kranker Patienten, die operativ versorgt wurden, erfolgt unter anästhesiologischer Leitung auf der operativen Intensivstation.
| Stationäre Betten davon intensivmedizinisch davon palliativmedizinisch | 19 14 5 |
| Intensivmedizinische Behandlungen                                      | 2.146   |
| Operationen                                                            | 9.300   |

### Institut für Diagnostische und Interventionelle Radiologie
In dem Radiologischen Institut des Friedrich-Ebert-Krankenhauses wird mit etwa 60.000 Untersuchungen im Jahr das gesamte Spektrum der medizinischen Bildgebung und der interventionellen Radiologie abgedeckt. Neben den klassischen Röntgenverfahren wie Digitale Radiografie und Durchleuchtung werden zahlreiche Spezialverfahren wie Multidetektor-CT, Kernspintomografie (MRT), Szintigrafie und Farbkodierte Duplexsonografie genutzt, um bei Patienten Erkrankungen oder Verletzungen sichtbar zu machen und so zu einer Diagnose zu gelangen. Ein vollständig digitalisierter Workflow über das Radiologische Informations- und Bildarchivierungssystem (RIS / PACS) sowie die Möglichkeit zur digitalen 3-D-Bildnachverarbeitung ermöglichen eine schnelle und präzise Diagnosestellung mit sofortiger hausweiter Bereitstellung der Bildinformationen.
| Untersuchungen | 56.500 |

Das Mitarbeiterteam besteht aus 18 Ärzten, unterstützt durch 35 medizinisch-technische Assistenten (Radiologie), einem Physiker, drei Mitarbeiter im Anmelde-, Schreib- und Archivdienst sowie dem Pflegepersonal der nuklearmedizinischen Bettenstation.
Es besteht die volle Weiterbildungsermächtigung für das Fach Radiologie. Der Chefarzt ist Lehrbeauftragter der Christian-Albrechts-Universität zu Kiel. Die Ausbildung in allen Aspekten der Interventionsradiologie ist von der Deutschen Gesellschaft für Interventionsradiologie (DeGIR) zertifiziert. Der Chefarzt besitzt den Q3 Ausbilderstatus für kardiovaskuläre CT und MRT der AG Herz- und Gefäßdiagnostik der Deutschen Röntgengesellschaft e. V.

### Klinik für Psychiatrie, Psychotherapie und Psychosomatik
Die Klinik für Psychiatrie, Psychotherapie und Psychosomatik behandelt Menschen mit Erkrankungen der Psyche und akuten Krisen. Auf 2 Stationen können knapp 68 Patienten gleichzeitig stationär behandelt werden, auf 54 psychiatrischen und 10 psychosomatischen Behandlungsplätzen. Für Menschen in akuten Krisen bieten die Klinik einen besonders geschützten Behandlungsbereich.
| Stationäre Betten       | 68    |
| Stationäre Behandlungen | 1.241 |
| Ambulante Behandlungen  | NN    |

#### PIA
Die Psychiatrische Institutsambulanz (PIA) richtet sich an Patienten, die wegen Art, Schwere oder Dauer der Erkrankung einer krankenhausnahen Versorgung bedürfen. Die Schwerpunkte liegen im Bereich der Schizophrenien, der affektiven Störungen (Depressionen, bipolare Störungen) sowie kompliziert verlaufender Suchterkrankungen.

## Zentrale Einrichtungen

### Zentrallabor
Dem Zentrallabor obliegt die labormedizinische Versorgung aller Fachabteilungen des FEK und externer Kooperationspartner, Prüfung und Bereitstellung von Blutprodukten, mikrobiologische Diagnostik und Beratung zur Antibiotikatherapie und Krankenhaushygiene.

### Apotheke
Die Krankenhausapotheke des FEK bietet das gesamte Spektrum der modernen Krankenhauspharmazie an. Abgedeckt werden die Felder der Arzneimittelinformation, der Förderung der Arzneimitteltherapiesicherheit und der pharmazeutischen Logistik für das eigene Haus sowie weitere Krankenhäuser und Rettungsdienste mit insgesamt über 1.000 Betten. Darüber hinaus übernimmt die Krankenhausapotheke auch die Versorgung des FEK mit Medizinprodukten aller Art. Eine wichtige Rolle spielt die Eigenherstellung mit der zentralen Zytostatikaherstellung des Hauses, der Herstellung weiterer steriler Arzneimittel sowie einer aktiven Rezeptur.
Die Apotheke des FEK praktiziert bereits seit den 1990ern als erste Krankenhausapotheke in Schleswig-Holstein die patientenindividuelle Verblisterung von Arzneimitteln (Unit-Dose), mit der mittlerweile alle Patienten der Erwachsenenstationen des Hauses versorgt werden können. Die Krankenhausapotheke des FEK ist eine zugelassene Weiterbildungsstätte für Klinische Pharmazie und beschäftigt regelmäßig Famulanten.